# 林因長門入
林因長門入（はやし いんちょうもんにゅう、元禄3年（1690年） - 延享2年11月2日（1745年11月24日））は、江戸時代の囲碁棋士で、家元林家の五世林門入。土佐国生れ、本因坊道知門下、八段準名人。元の名は井家道蔵で、元土佐藩家臣。歴代の林家の中で、唯一碁所を望んだ。家督相続前の名である因長を付けて代々の門入と区別する。また上手門入とも称される。

## 経歴
本因坊門下であったが、享保5年(1720年)に四世林朴入門入の跡目となり、因長を名乗る。翌年から御城碁に出仕。享保11年に朴入が隠居し、因長が七段で家督をついで五世林門入となる。元文元年(1736年)に、岡田門利を跡目に定める。
元文2年に将棋所三代伊藤宗看によって碁将棋名順の訴が起こされた際、八段準名人になっていた門入は、まだ若年であった他三家当主の本因坊秀伯六段、井上春碩因碩七段、安井春哲仙角五段とともにも従来の順位を守った。
元文4年に秀伯が七段昇段を求めた際は、門入と因碩が反対し、このため秀伯は門入との二十番の争碁を出願するが、門入は病気を理由にこれを断り、因碩が代わって争碁を打つ。この争碁は8局までで秀伯病により中断となった。

### 碁所就位運動
寛保3年(1743年)、門入は道知の死後空位となっていた名人碁所就位を出願する。これに井上因碩は賛同したが、秀伯の後を継いだ本因坊伯元、安井仙知は反対し、この時の寺社奉行大岡忠相により、争碁で決着すべしとの裁定を受ける。しかし門入は争碁を打たず、碁所を断念。同年に隠居して、跡目門利が六世林門入として家督を継いだ。延享2年(1745年)没。

### 御城碁成績
- 享保6年(1722年1月) 先番3目勝 井上策雲因碩
- 享保7年(1722年12月) 先番3目勝 井上友碩
- 享保8年(1723年) 先番ジゴ 井上策雲因碩
- 享保9年(1724年) 向二子6目負 本因坊知伯
- 享保10年(1725年) 白番5目負 安井仙角
- 享保11年(1726年) 先番3目勝 安井仙角
- 享保12年(1727年) 白番1目負 井上春碩因碩
- 享保13年(1728年) 白番2目負 本因坊知伯
- 享保14年(1729年) 白番5目負 井上策雲因碩
- 享保15年(1730年) 白番ジゴ 井上春碩因碩
- 享保16年(1731年) 先番ジゴ 安井仙角
- 享保17年(1733年1月) 先番3目勝 井上策雲因碩
- 享保18年(1733年12月) 先番4目勝 井上春碩因碩
- 享保20年(1735年) 白番3目負 井上春碩因碩
- 元文3年(1738年) 先番3目負 安井春哲仙角
- 寛保2年(1742年) 白番13目勝 安井春哲仙角